# Vigadó tér

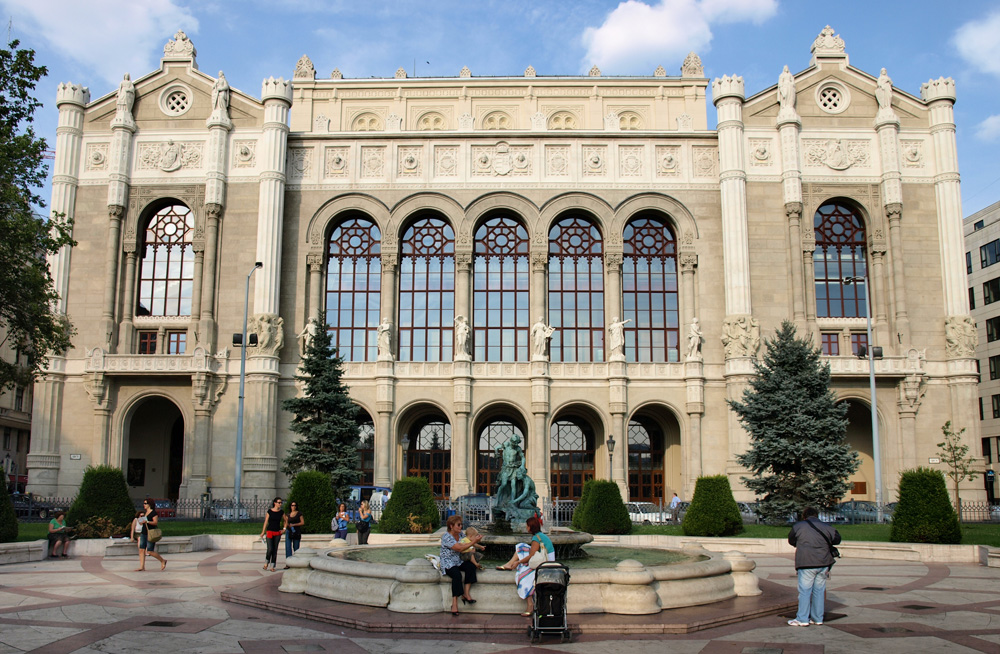
A Pesti Vigadó

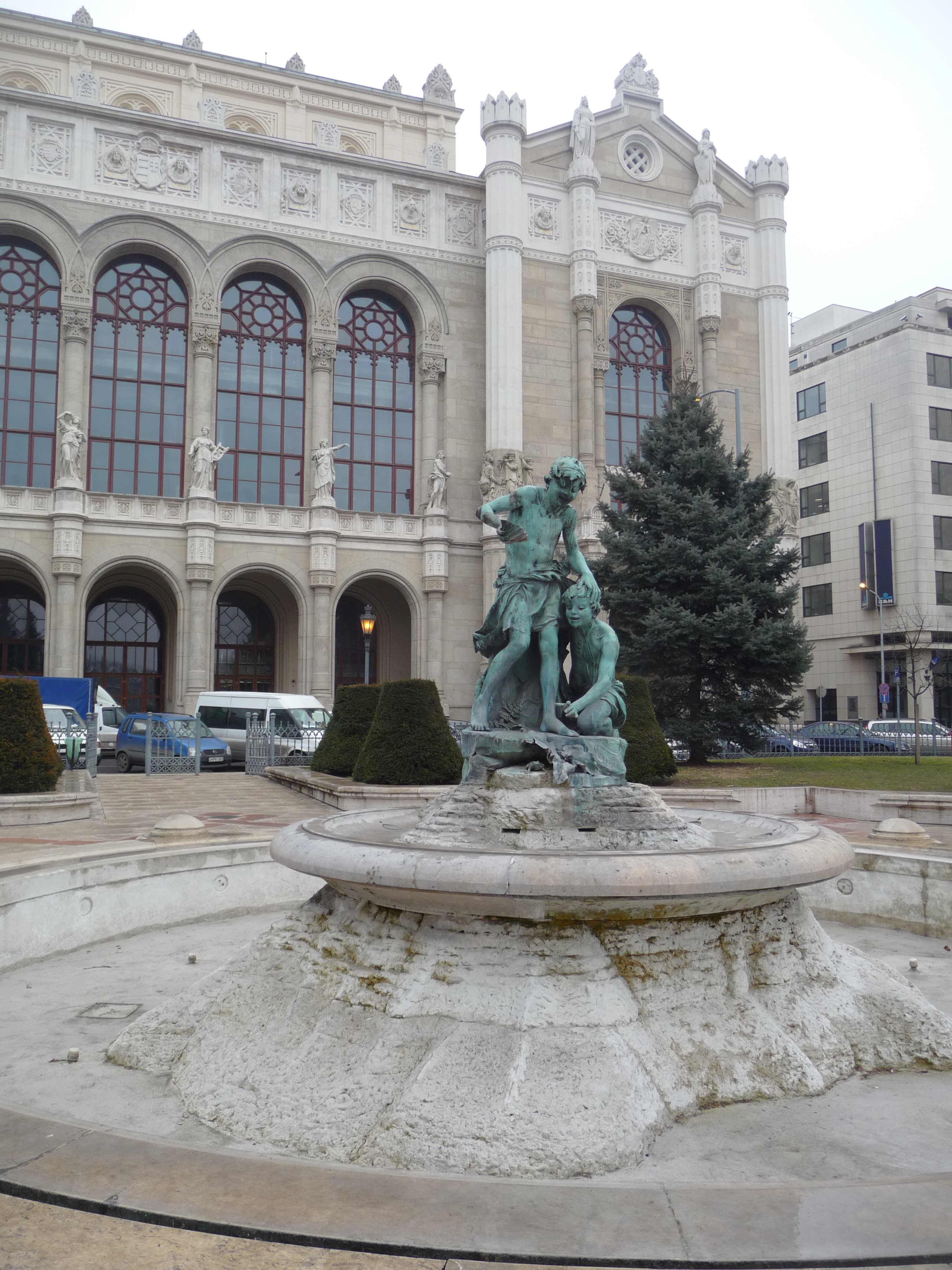
Senyei Károly: Vízcsorgató gyermekkút (bronz, 1896)

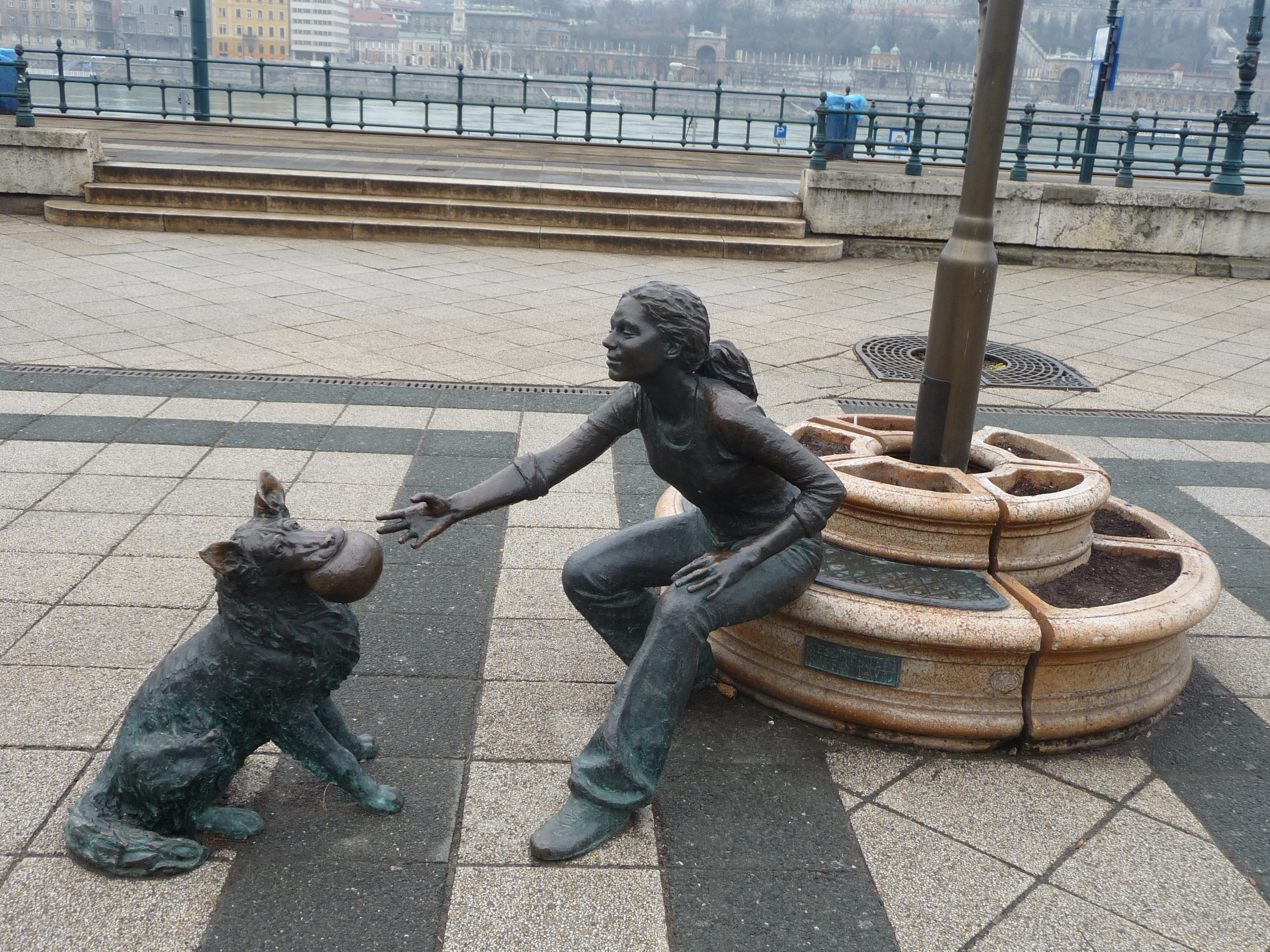
Raffay Dávid: Kutyás lány (bronz, 2007)

A Vigadó tér Budapest V. kerületében található. A Dunára néz, és egykor a Budára vezető hajóhíd pesti hídfője volt.

## Fekvése
Határai: Belgrád rakpart 32., Apáczai Csere János utca 8., Deák Ferenc utca 2., Vigadó utca 1., Apáczai Csere János utca 10., Belgrád rakpart 33.

## Története
Korábbi nevei: az 1840-es évektől Duna tér, illetve Dunaparti sétatér a hajóhídnál, Donau Zeile, Untere Donau Zeile (Alsó Duna sor). Az 1870-es években Redoutenplatz, 1873-tól Vigarda tér, 1879-től Vigadó tér, 1946-tól Molotov tér, 1957-től újra Vigadó tér a neve.
Itt állt a Pollack Mihály által 1813-ban, klasszicista stílusban tervezett Redoute, melyet 1849-ben rommá lőttek Hentzi ágyúi. Helyette épült meg romantikus stílusban, Feszl Frigyes tervei alapján a Pesti Vigadó 1859 és 1865 között.
Szintén a téren állt az 1932 végén lebontott Hangli kioszk, a budapestiek kedvelt találkozóhelye.
A díszkutat 1896-ban itt állították fel, de 1945-ben ennek helyén avatták a Szovjet repülősök emlékművét (Kocsis András alkotása) és a díszkutat elvitték a Dagály fürdőhöz. 2000-ben visszahozták; azóta eredeti helyén áll.

## Látnivalók a téren
A Kereskedelmi és Hitelbank épülete előtt áll Farkas Ádám: Kőemlék a jövőből című, vörösmárvány kompozíciója.
A tér közepén álló Vízcsorgató (ürgeöntő) gyermekek kútja Senyei Károly (1896) munkája. A medencét kör alakú, oszlopokkal támogatott ülőpad belsejében alakították ki. Ennek közepén kerek mészkőpadon áll a bronz szoborkompozíció.
A tér Duna-parti öntöttvas korlátján a Kiskirálylány című bronzszobor látható, amit Marton László készített 1990-ben. A tér Duna felőli szélén, a járdán, egy lámpaoszlop talapzatán ül Raffay Dávid: Kutyás lány című, életnagyságú bronzszobra.
A térről nyílik a MAHART–PassNave Vigadó téri hajóállomása. A falán valószínűleg 1834 óta látható a legmagasabb dunai vízállások mércéje.